# 알도브란디노 3세 데스테 디 페라라 변경백

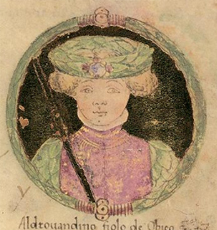
알도브란디노 3세

알도브란디노 3세 데스테 디 페라라 변경백(Aldobrandino III d'Este, Marchese di Ferrara: 1335년–1361년)는 1352년부터 죽을 때까지 페라라와 모데나의 군주이다.
그는 오비초 3세 데스테와 리파 아리오스티(Lippa Ariosti) 사이에서 태어났다.
그는 대관식을 하러 로마로 가던 카를 4세와 동반한 초대 이탈리아의 군주들 한 명이였다. 이 행위로 그는 많은 특전을 얻었다.
| 이전 오비초 3세 | 페라라 변경백 1352년–1361년 | 이후 니콜로 2세 |